# جيدو كاجناتشي
جيدو كاجناتشي (13 يناير 1601 - 1663) هو كان رسام إيطالي من سانتاركانجيلو دي رومانيا.